# Rote Säule (Wallhornkamm)
Rote Säule (tyska: Rote Saile) är en bergstopp i Österrike.   Den ligger i distriktet Lienz och förbundslandet Tyrolen, i den centrala delen av landet, 300 km väster om huvudstaden Wien. Toppen på Rote Säule är 2 820 meter över havet.
Terrängen runt Rote Säule är mycket bergig. Runt Rote Säule är det ganska glesbefolkat, med 26 invånare per kvadratkilometer.. Närmaste större samhälle är Matrei in Osttirol, 14,6 km öster om Rote Säule. 
Trakten runt Rote Säule består i huvudsak av gräsmarker.